# Rheinniederung zwischen Wintersdorf und Karlsruhe
Das FFH-Gebiet Rheinniederung zwischen Wintersdorf und Karlsruhe ist ein im Jahr 2005 durch das Regierungspräsidium Karlsruhe nach der Richtlinie 92/43/EWG (Fauna-Flora-Habitat-Richtlinie) angemeldetes Schutzgebiet (Schutzgebietskennung DE-7015-341) im deutschen Bundesland Baden-Württemberg. Mit Verordnung des Regierungspräsidiums Karlsruhe zur Festlegung der Gebiete von gemeinschaftlicher Bedeutung vom 12. Oktober 2018 wurde das Schutzgebiet festgelegt.

## Lage
Das rund 5.526 Hektar große FFH-Gebiet gehört zu den Naturräumen 212-Ortenau-Bühler Vorberge, 222-Nördliche Oberrheinniederung und 223-Hardtebenen innerhalb der naturräumlichen Haupteinheiten 21-Mittleres Oberrheintiefland und 22-Nördliches Oberrheintiefland. Es liegt zwischen dem Rastatter Stadtteil Wintersdorf und Karlsruhe entlang des Rheins und erstreckt sich über die Markungen von zwölf Städten und Gemeinden.
- Stadtkreis Baden-Baden: 110,5299 ha = 2 %
- Stadtkreis Karlsruhe: 939,5049 ha = 17 %

Landkreis Karlsruhe:
- Rheinstetten: 442,1199 ha = 8 %

Landkreis Rastatt:
- Au am Rhein: 718,4449 ha = 13 %
- Bietigheim: 165,7949 ha = 3 %
- Durmersheim: 221,0599 ha = 4 %
- Elchesheim-Illingen: 331,5899 ha = 6 %
- Iffezheim: 110,5299 ha = 2 %
- Kuppenheim: 55,2649 ha = 1 %
- Ötigheim: 276,3249 ha = 5 %
- Rastatt: 1602,6849 ha = 29 %
- Steinmauern: 442,1199 ha = 8 %

## Beschreibung und Schutzzweck
Es handelt sich um eine rezente Überflutungsaue mit Altauen und Randsenken in der nordbadischen Oberrheinebene im Übergangsbereich des Rheins von der Furkations- zur Mäanderzone mit wertvollen Wald- und Offenlandbiotopen und durchgängigen Gewässern für Wanderfischarten.

### Lebensraumklassen
(allgemeine Merkmale des Gebiets) (prozentualer Anteil der Gesamtfläche)
Angaben gemäß Standard-Datenbogen aus dem Amtsblatt der Europäischen Union
|                                                                                   |                                                                                   |  |      |      |
| N06 – Binnengewässer (stehend und fließend)                                       | N06 – Binnengewässer (stehend und fließend)                                       |  | 12 % | 12 % |
| N07 – Moore, Sümpfe, Uferbewuchs                                                  | N07 – Moore, Sümpfe, Uferbewuchs                                                  |  | 3 %  | 3 %  |
| N10 – Feuchtes und mesophiles Grünland                                            | N10 – Feuchtes und mesophiles Grünland                                            |  | 20 % | 20 % |
| N15 – Anderes Ackerland                                                           | N15 – Anderes Ackerland                                                           |  | 5 %  | 5 %  |
| N16 – Laubwald                                                                    | N16 – Laubwald                                                                    |  | 44 % | 44 % |
| N19 – Mischwald                                                                   | N19 – Mischwald                                                                   |  | 8 %  | 8 %  |
| N21 – Nicht-Waldgebiete mit hölzernen Pflanzen (Obst- und Ölbaumhaine, Weinberge) | N21 – Nicht-Waldgebiete mit hölzernen Pflanzen (Obst- und Ölbaumhaine, Weinberge) |  | 6 %  | 6 %  |
| N23 – Sonstiges (einschl. Städte, Dörfer, Straßen)                                | N23 – Sonstiges (einschl. Städte, Dörfer, Straßen)                                |  | 2 %  | 2 %  |
|                                                                                   |                                                                                   |  |      |      |

### Lebensraumtypen
Gemäß Anlage 1 der Verordnung des Regierungspräsidiums Karlsruhe zur Festlegung der Gebiete von gemeinschaftlicher Bedeutung (FFH-Verordnung) vom 12. Oktober 2018 kommen folgende Lebensraumtypen nach Anhang I der FFH-Richtlinie im Gebiet vor:
| EU Code | Lebensraumtyp (offizielle Bezeichnung)                                                                                           | Kurzbezeichnung                                              | Hektar |
| ------- | --- | ------------------------------------------------------------ | ------ |
| 3130    | Oligo- bis mesotrophe stehende Gewässer mit Vegetation der Littorelletea uniflorae und/oder der Isoeto-Nanojuncetea              | Nährstoffarme bis mäßig nährstoffreicheStillgewässer         | 0,79   |
| 3140    | Oligo-bis mesotrophe kalkhaltige Gewässer mit benthischer Vegetation aus Armleuchteralgen                                        | Kalkreiche, nährstoffarme Stillgewässer mit Armleuchteralgen | 10,11  |
| 3150    | Natürliche eutrophe Seen mit einer Vegetation des Magnopotamions oder Hydrocharitions                                            | Natürliche nährstoffreiche Seen                              | 316,62 |
| 3260    | Flüsse der planaren bis montanen Stufe mit Vegetation des Ranunculion fluitantis und des Callitricho-Batrachion                  | Fließgewässer mit flutender Wasservegetation                 | 143,21 |
| 3270    | Flüsse mit Schlammbänken mit Vegetationdes Chenopodion rubri p.p. und des Bidention p.p.                                         | Schlammige Flussufer mit Pioniervegetation                   | 7,42   |
| 6210    | Naturnahe Kalk-Trockenrasen und deren Verbuschungsstadien (Festuco-Brometalia)                                                   | Kalk-Magerrasen                                              | 16,56  |
| 6410    | Pfeifengraswiesen auf kalkreichem Boden, torfigen und tonig-schluffigen Böden (Molinion caeruleae)                               | Pfeifengraswiesen                                            | 4,89   |
| 6430    | Feuchte Hochstaudenfluren der planaren und montanen bis alpinen Stufe                                                            | Feuchte Hochstaudenfluren                                    | 5,05   |
| 6510    | Magere Flachland-Mähwiesen (Alopecurus pratensis, Sanguisorba officinalis)                                                       | Magere Flachland-Mähwiesen                                   | 273,67 |
| 9130    | Waldmeister-Buchenwald (Asperulo-Fagetum)                                                                                        | Waldmeister-Buchenwald                                       | 6,80   |
| 9160    | Subatlantischer oder mitteleuropäischer Stieleichenwald oder Eichen-Hainbuchenwald (Carpinion betuli)                            | Sternmieren-Eichen-Hainbuchenwald                            | 33,24  |
| 91E0    | Auenwälder mit Alnus glutinosa und Fraxinus excelsior (Alno-Padion, Alnion incanae, Salicion albae)                              | Auenwälder mit Erle, Esche, Weide                            | 231,89 |
| 91F0    | Hartholzauenwälder mit Quercus robur, Ulmus laevis, Ulmus minor, Fraxinusexcelsior oder Fraxinus angustifolia (Ulmenion minoris) | Hartholzauenwälder                                           | 75,35  |

### Zusammenhängende Schutzgebiete

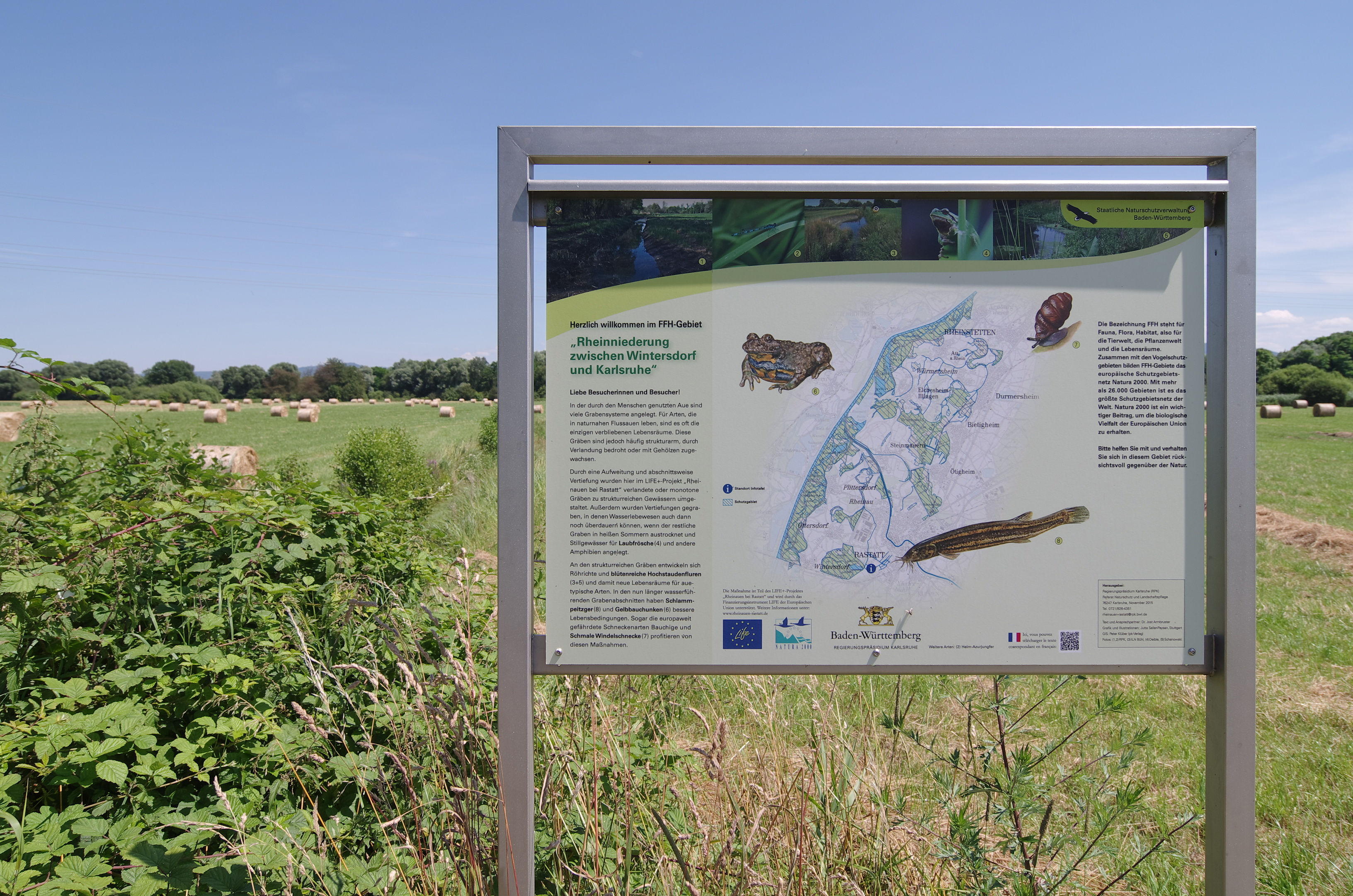
Informationstafel der Staatlichen Naturschutzverwaltung Baden-Württemberg bei Rastatt

Das FFH-Gebiet besteht aus zahlreichen Teilgebieten. Es ist teilweise deckungsgleich mit mehreren Landschaftsschutzgebieten und zwei Vogelschutzgebieten. Die Naturschutzgebiete:
- 2029 – Rottlichwald
- 2039 – Seitel
- 2065 – Tieflach und Eichenlach
- 2071 – Rastatter Rheinaue
- 2093 – Bremengrund
- 2104 – Fritschlach
- 2109 – Altrhein Neuburgweier
- 2122 – Burgau
- 2134 – Auer Köpfle-Illinger Altrhein-Motherner Wörth
- 2138 – Rastatter Bruch
- 2181 – Rheinniederung zwischen Au am Rhein, Durmersheim und Rheinstetten
- 2196 – Rastatter Ried
- 2227 – Silberweidenwald Steinmauern

liegen ganz oder teilweise innerhalb des FFH-Gebiets.